# Mesorhaga ovalis
Mesorhaga ovalis är en tvåvingeart som beskrevs av Octave Parent 1932. Mesorhaga ovalis ingår i släktet Mesorhaga och familjen styltflugor. Inga underarter finns listade i Catalogue of Life.